# Joe Turkel

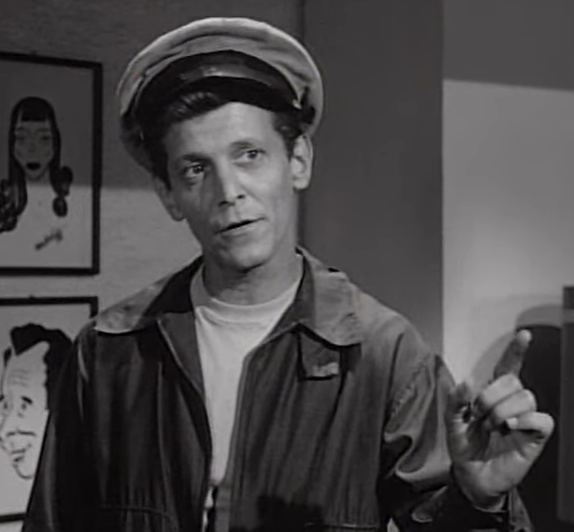
Joe Turkel (1960)

Joseph „Joe“ Turkel (* 15. Juli 1927 in Brooklyn, New York City; † 27. Juni 2022 in Santa Monica, Kalifornien) war ein US-amerikanischer Schauspieler.

## Leben
Joe Turkel, der als Sohn jüdischer Einwanderer aus Polen in Brooklyn geboren wurde, diente im Zweiten Weltkrieg in der United States Navy als Matrose und war nach eigener Aussage als 17-Jähriger bei der Befreiung von Konzentrationslagern anwesend. Turkel begann seine Karriere 1949 mit einer Nebenrolle als Ganove im Kriminalfilm Die Brut des Satans. In den 1950ern und 1960er Jahren hatte er zahlreiche Filmrollen; diese waren in vielen Fällen so untergeordnet, dass sein Name oftmals nicht im Abspann genannt wurde. Er war in Spielfilmen von William Wyler, Robert Wise und Lewis Milestone zu sehen.
In den 1950er-Jahren wurde Turkel von Stanley Kubrick als Nebendarsteller in dessen Frühwerken Die Rechnung ging nicht auf und Wege zum Ruhm eingesetzt. In Die Rechnung geht nicht auf spielte er einen Gangster, auf diesen Rollentyp wurde der schmächtige Schauspieler auch in weiteren Filmen besetzt. In Wege zum Ruhm spielte er einen der drei Soldaten, die als Warnung an die anderen Soldaten zufällig ausgewählt und hingerichtet werden; diesen Film bezeichnete Turkel später als Lieblingsfilm unter seinen Werken. Kubrick und Turkel waren befreundet, auch da beide etwa gleichaltrig waren, in Brooklyn geboren wurden und als Kinder von jüdischen Einwanderern ähnlich sozialisiert waren. Seine dritte und letzte Zusammenarbeit mit dem Regisseur erfolgte in der Rolle des Barkeepers Lloyd in dem Horrorklassiker Shining, der dem zusehends wahnsinnig werdenden Jack Nicholson als Geist erscheint und ihm Drinks ausgibt.
Im Jahr 1982 verkörperte Turkel in Ridley Scotts Blade Runner als exzentrischer Konzernchef Dr. Eldon Tyrell eine seiner bekanntesten Filmrollen. 1990 war er im Science-Fiction-Horrorfilm The Dark Side of the Moon in einer der Hauptrollen zu sehen. Neben der Filmarbeit trat Turkel seit den 1950er-Jahren auch als Gaststar in vielen Fernsehserien auf, darunter Bonanza, Der Chef, Einsatz in Manhattan und Miami Vice. Zuletzt stand er 1998 für die Fernsehserie Das Leben und Ich vor der Kamera. Sein Schaffen umrfasst rund 140 Film- und Fernsehproduktionen.
Turkel starb Ende Juni 2022, wenige Wochen vor seinem 95. Geburtstag, in einem Krankenhaus in Santa Monica. Mit seiner Ehefrau Anita hatte er zwei Söhne. Nach Angaben seiner Familie stellte Turkel kurz vor seinem Tod seine Autobiografie The Misery of Success fertig, deren Veröffentlichung vorgesehen ist.

## Filmografie (Auswahl)
- 1949: Die Brut des Satans (City Across the River)
- 1949: Schwert in der Wüste (Sword in the Desert)
- 1949: Kokain (Johnny Stool Pigeon)
- 1950: Unter Einsatz des Lebens (Southside 1-1000)
- 1951: Okinawa (Halls of Montezuma)
- 1953: Die gläserne Mauer (The Glass Wall)
- 1955: Nackte Straße (The Naked Street)
- 1955: Auch Helden können weinen (The Proud and Profane)
- 1955: The Lone Ranger (Fernsehserie, 2 Folgen)
- 1956: Die Rechnung ging nicht auf (The Killing)
- 1956: Lockende Versuchung (Friendly Persuasion)
- 1957: Wege zum Ruhm (Paths of Glory)
- 1958: Asphaltgeier (The Case Against Brooklyn)
- 1959: Warlock
- 1960: Der Turm der schreienden Frauen (Tormented)
- 1960: Besuch auf einem kleinen Planeten (Visit to a Small Planet)
- 1960–1963: Die Unbestechlichen (The Untouchables; Fernsehserie, 5 Folgen)
- 1961: Kein Fall für FBI (The Detectives; Fernsehserie, Folgen 2x16 und 2x19)
- 1961–1968: Bonanza (Fernsehserie, 3 Folgen)
- 1965: Sie nannten ihn King (King Rat)
- 1966: Kanonenboot am Yangtse-Kiang (The Sand Pebbles)
- 1965: Village of the Giants
- 1967: Chicago-Massaker (The St. Valentine’s Day Massacre)
- 1968: Der Chef (Ironside; Fernsehserie, 1 Folge)
- 1969: Die teuflischen Acht (The Devil’s 8)
- 1970: Die Bestialischen (The Animals)
- 1975: Das Nervenbündel (The Prisoner of Second Avenue; nur Stimme)
- 1975: Die Hindenburg (The Hindenburg)
- 1975: Die knallharten Fünf (S.W.A.T.; Fernsehserie, 1 Folge)
- 1977: Einsatz in Manhattan (Kojak; Fernsehserie, 1 Folge)
- 1977: Wie geht’s aufwärts? (Which Way Is Up?)
- 1980: Shining (The Shining)
- 1982: Blade Runner
- 1988: Miami Vice (Fernsehserie, 1 Folge)
- 1990: The Dark Side of the Moon
- 1998: Das Leben und ich (Boy Meets World; Fernsehserie, 1 Folge)